# Анцельм из Мейсена
Анцельм из Мейсена (нем. Anselm von Meißen; около 1210—1278, Элбинг (ныне Эльблонг, Польша) — первый епископ варминский (1250—1278). Единственный из епископов Вармии, который входил в число братьев германского духовно-рыцарского Тевтонского ордена.

## Биография
Родом из Мейсена. Священником стал около 1245 года.
В 1243 году на землях пруссов, захваченных Тевтонским орденом в результате Ливонского крестового похода католическим священнослужителем и папским легатомом Вильгельмом Моденским было создания Вармийское (или Эрмландское) епископство.
28 августа 1250 года Анцельм из Мейсена стал первым епископом Вармии. Во время епископства занимался его организацией, расширил границы епископства, инициировал постройку собора в Бранево. В 1260 основал кафедральный капитул. Создал первый приход будущей архиепархии Вармии.
Активный участник миссионерской деятельности. Руководимая Анцельмом епархия осуществляла независимую от решений и влияния ордена пастырскую деятельность.
В 1261 году папа римский Урбан IV назначил его своим легатом в Чехии, Моравии, а также Риге, Гнезно и Зальцбурге. Будучи личным представителем папы римского, Анцельм совершал много поездок, приглашая немцев из нижней Германии, Моравии и Силезии, к переезду в Вармию.
Во время восстания пруссов, находился в Силезии, исполняя свои епископские обязанности там, а также в Рейхенбахе, Бреслау и Ольмюце.
Последние годы жизни провёл в Эльбинге (Эльблонг), скрываясь в крепости от нападений язычников-пруссов, где и умер в 1278 году.
Похоронен в часовне святой Анны в замке Эльбинга.